# Ophrys sommieri
Ophrys sommieri là một loài thực vật có hoa trong họ Lan. Loài này được E.G.Camus ex Cortesi mô tả khoa học đầu tiên năm 1904.